# A.É.M.
De Franse fabrikant A.É.M. produceerde tussen 1926 en 1927 in (waarschijnlijk) kleine oplage een voorwielaangedreven elektrische stadauto en een lichte bestelwagen, ook elektrisch aangedreven. A.É.M. (Applications Electro-Mecaniques), introduceerde in 1927 nog de Électrocyclette, een driewieler, met twee wielen vooraan. De fabriek stond in Neuilly, wellicht heeft het de bedrijfspanden van Ajax overgenomen.